# Amauridia albipunctilla
Amauridia albipunctilla là một loài bướm đêm trong họ Noctuidae.